# Григорюк, Иван Афанасьевич
Иван Афанасьевич Григорюк (24.10.1941 — 19.05.2022) — советский и украинский учёный в области физиологии растений, биотехнологии, экологии, доктор биологических наук (1996), профессор (2000). Член-корреспондент НАН Украины (2000). Академик АН Высшей школы Украины (2007). Заслуженный деятель науки и техники Украины (2009).
Родился в с. Топоровцы Черновицкой области.
Окончил биологический факультет Черновицкого университета (1965).
С 1966 по 2005 г. в Институте физиологии растений АН УССР (Институт физиологии растений и генетики НАН Украины): аспирант (1966—1969), младший, старший, ведущий, главный научный сотрудник.
Защитил диссертации:
- Физиологические аспекты формирования урожая и качества картофеля в условиях низинной торфяной почвы : диссертация … кандидата биологических наук : 03.00.12. — Киев, 1978. — 235 с. : ил.
- Реакция растений на водный и температурный стрессы и способы её регуляции : Дис… д-ра биол. наук: 03.00.12 / НАН Украины. — К., 1996. — 506с.

С 2005 г. — профессор кафедры экобиотехнологии и биоразнообразия и по совместительству — директор ННЦ биотехнологий, биотехсервиса и биоэнергоконверсий Национального аграрного университета.
С 2007 г. — директор Учебно-научного института охраны природы и биотехнологий и одновременно профессор кафедры физиологии растений, экологии и биомониторинга Национального университета биоресурсов и природопользования Украины.
Член-корреспондент НАН Украины по специальности «физиология растений» (2000).
Основатель научной школы «Физиологические и молекулярно-биологические механизмы устойчивости и адаптации растений к абиотическим стрессам».
Разработал энергосберегающие технологии выращивания зерновых и кормовых культур в зонах рискованного земледелия Украины.
Автор (соавтор) более 500 научных и научно-популярных работ, в том числе 10 монографий, 2 методических пособий, 7 брошюр, получил 13 авторских свидетельств и патентов на изобретения.
Подготовил 2 докторов и более 30 кандидатов наук.
Сочинения:
- Технології вирощування і біорегуляція стійкості газонних рослин у міському урбанізованому середовищі [Текст] / І.П. Григорюк, П. П. Яворський, Ю. В. Лихолат. — К. : НУБіП України, 2014. — 223 с.
- Водообмен и продуктивость пшеницы и картофеля при действии полиакриламидной пленки в стрессовых условиях / Григорюк И. А., Шматько И. Г., Мануильский и др. — К. : Наук. думка, 1987. — 40 с.
- Устойчивость растений к водному и температурному стрессам [Текст] / И. Г. Шматько, И. П. Григорюк, О. Е. Шведова. — К. : Наук. думка, 1989. — 224 с.
- Григорюк І.П., Жук О.І. Ріст пшениці і кукурудзи в умовахпосухи та його регуляція . — К.: Наук.світ, 2002. −118 с.
- Автоколивальний характер водообміну рослин. — К. : Логос, 2006. — 148 с.

Государственная премия Украины в области науки и техники 2011 года (в составе коллектива) — за работу «Система использования биоресурсов в новейших биотехнологиях получения альтернативных топлив».
Заслуженный деятель науки и техники Украины (05.06.2009). Награждён орденом «За заслуги» ІІІ степени (01.10.2016), бронзовой медалью ВДНХ (1987), нагрудным знаком «Петр Могила» Министерства образования и науки Украины (2007).